# Monoxenus nodosoides
Monoxenus nodosoides är en skalbaggsart som beskrevs av Stefan von Breuning 1939. Monoxenus nodosoides ingår i släktet Monoxenus och familjen långhorningar. Inga underarter finns listade i Catalogue of Life.